# Attila Sudár
Attila Sudár (Budapest, 11 aprile 1954) è un ex pallanuotista ungherese, vincitore di una medaglia d'oro ai Giochi olimpici di Montréal 1976, di una di bronzo a quelli di Mosca 1980 di un oro agli europei di Jönköping 1977.,di un argento ai mondiali di Guadaquayl 1982 di un oro in Coppa Fina a Belgrado 1979. Con la calottina dell'Orvosegyetem Budapest vinse quattro campionati ungheresi, una Coppa d'Ungheria, due Coppe dei Campioni e una Supercoppa LEN. Al Posillipo ha conquistato due scudetti nel 1984 e  1985. In Italia ha giocato anche con il  Civitavecchia.